# Митрович, Никола (сербский футболист)
Ни́кола Слобода́нович Ми́трович (серб. Никола Митровић / Nikola Mitrović; род. 2 января 1987, Крушевац, СФРЮ) — сербский футболист, полузащитник венгерского клуба БВСК. В 2010 году сыграл один матч за сборную Сербии.

## Биография
Никола Митрович родился в городе Крушевац, в 10 лет он записался в школу клуба «Напредак», в котором и начал свою игровую карьеру. В 2004 заключил профессиональный контракт с первым клубом. В 2007 году он перешёл в «Партизан», в первый круг сезона 2008/09 на правах аренды отыграл в «Напредаке». С декабря 2008 Митрович игрок клуба Первого дивизиона России «Волга».